# غريت إيسترن هوتيل (كلكتا)

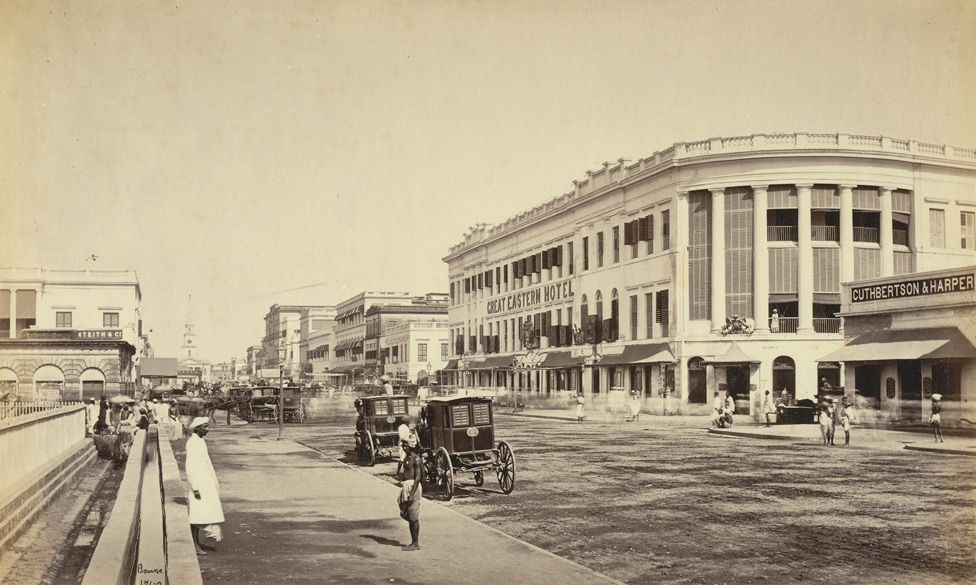
الفندق في سنة 1865

غريت إيسترن هوتيل (رسميا لالت غيرت إيسترن هوتيل) هو فندق الحقبة الاستعمارية في مدينة كولكاتا الهندية (كالكوتا سابقا) وأنشئ الفندق في عام 1840 أو 1841 في الوقت الذي كلكتا مقر شركة الهند الشرقية وكان أهم مدينة في الهند ويشار إليها باسم «دي جيول آف دي إيست» في أوجها استضافت العظمى شرق فندق عدة أشخاص ملحوظ زيارة المدينة وبعد استقلال الهند في عام 1947 واصل فندق لرجال الأعمال وإنما ذهب إلى انخفاض في عهد الإرهابيين البنغال الغربية وفي وقت لاحق اتخذت حكومة الولاية على إدارة وفي عام 2005 تم بيعها إلى شركة خاصة وأعيد فتح في نوفمبر 2013 بعد عملية تجديد واسعة النطاق.

## التاريخ
و جلب البريطانيون الفنادق الحديثة إلى كولكاتا وكان أقدم فندق جون سبنس. في سبنس افتتح أول فندق من نوعه في آسيا للجمهور في عام 1830 وتأسست العظمى الشرقية فندق في عام 1840 أو 1841 من قبل ديفيد ويلسون فندق أوكلاند وسميت جورج عدن أول إيرل أوكلاند ثم الحاكم العام للهند. وقبل افتتاح الفندق ركض ويلسون مخبز في الموقع نفسه.و فتح الفندق من 100 غرفة ومتجر في الطابق الأرضي (فندق سبنسر الذي أنشئ في عام 1830 ولكن لم يعد لها وجود ويعتبر ليكون الفندق الرئيسي الأول في كالكوتا). وقد توسعت أوكلاند في 1860 وشركة إدارة لإعادة تسمية من دي وويلسون وشركاه لالعظمى شرق فندق النبيذ وأضافوها شركة عامة في عام 1883 تم المكهربة ذلكو ويعتقد أن يكون أول فندق من نوعه في الهند وكان أيضا من بين أولى أن يكون لها الهندي في مجلس إدارتها وفي عام 1859. وأصبح فندق العظمى الشرقية في عام 1915.
و أثناء أوجها كان الفندق المعروف بتنوع باسم " دي جيول آف دي إيست " و "سافوي آف دي إيست" [4] وصفها على نحو ممل من قبل كيبلينغ في قصته القصيرة سيتي آف دريدفول نانت" وقيل من الفندق في عام 1883 أن "رجل يكونوا قادرين على السير في في نهاية واحدة وشراء الزي الكامل وهدية الزفاف أو بذور للحديقة ويكون وجبة ممتازة شماعة بورا (مزدوج) وإذا كان ساقية مقبول الخروج في نهاية الأخرى المشاركة أن تكون متزوجة ". ويضم الفندق يضم العديد من الشخصيات الشهيرة بما في ذلك نيكيتا خروتشوف ونيكولاي بولكانين، [[[إليزابيث الثانية]]، مارك توين، ديف بروبيك، ] وربما هوشي منه. وحتى إغلاقه للترميم في عام 2005 وكان الفندق أكبر فندق تعمل بصورة مستمرة في آسيا.

## التجديد
و الفندق مغلقة لعدة سنوات تشهد تجديدات واسعة النطاق وافتتح جزئيا مع إطلاق لينة مثل لالت غريت إيسترن هوتل في 19 نوفمبر الثاني 2013. مسجلة المبنى كهيكل التراث ويتوقع أن التجديدات الحفاظ على السمات الأساسية للمبنى مثل اجهته والدرج الكبير  وقد تم تقسيم الفندق إلى ثلاثة أجزاء - التراث I، التراث II وبلوك جديد